# Natalija Matolineć
Natalija Jarosławiwna Matolineć, Natalia Matoliniec (ukr. Наталія Ярославівна Матолінець, ur. 20 grudnia 1990 we Lwowie) – ukraińska pisarka fantasy. Laureatka nagrody ESFS Chrysalis Award 2023. Na język polski została przetłumaczona jej powieść Warta w Grze i kilka opowiadań.

## Życiorys i twórczość
Natalija Matolineć ukończyła dziennikarstwo na Uniwersytecie Lwowskim. Zadebiutowała w poezji. Pierwszy zbiór wierszy Krapłyny switła ukazał się w 2005 roku.
Swoją drogę literacką kontynuowała w prozie. Jej opowiadania publikowane były w czasopismach, almanachach i zbiorach opowiadań. W 2018 roku ukazały się drukiem dwie pierwsze powieści fantasy dla młodych dorosłych – Warta u Hri i Hessi. Oba utwory otrzymały szereg wyróżnień i nagród literackich.
Pisarka gościnnie występuje na festiwalach i panelach dyskusyjnych w Polsce, Czechach, Bułgarii, Szwecji, Wielkiej Brytanii, Chorwacji, Łotwie. W 2022 roku była rezydentką literacką Instytutu Kultury Miejskiej w Gdańsku i Gdańskiego Miasta Literatury, a w 2023 roku pełniła tę samą funkcję w Pradze, w ramach programu Miasto Literatury UNESCO. Od 2024 roku jest członkinią szwedzkiego PEN Clubu.
Natalija Matolineć jest współzałożycielką ukraińskiego stowarzyszenia literackiego „Fantastyczni talk(s)”, wraz z czterema innymi ukraińskimi pisarkami fantasy – Natalią Dowgopoł, Iryną Grabowską, Darią Piskozub i Switłaną Taratoriną.

## Dorobek literacki
Powieści i opowiadania Natalii Matolineć są odznaczane nagrodami literackimi i tłumaczone na polski, czeski, bułgarski i angielski. W 2023 pisarka została laureatką nagrody ESFS Chrysalis Award.
Dorobek literacki Natalii Matolineć to między innymi:
- Trylogia Warta u Hri:

- Warta u Hri (2018),
- Warta u Hri. Artefakty Prahy (2019),
- Warta u Hri. Krow Budapeszta (2021).

- Dylogia Wsi moji Kluczi i Gajia:

- Wsi moji Kluczi i Gajia (2022),
- Wsi moji Kluczi i Gajia. Wohoń Piwnoczi (2024).

- Powieści:

- Hessi (2018),
- Akademija Amaterasu (2019),
- Keramiczni sercia (2020),
- Spiłka poriatunku kachliw i ludej (2023).

- Opowiadania:

- Wartowyj zahrozy (2018),
- Widiomśka wydełka (2019),
- Zymowyj duch, mahiczna poszta i duże bahato prianykiw (2020),
- Sprawa pro kontrabandu brukiwky (2021),
- Olgerda proty noczi (2023),
- Skryńka dla gudzykiw, czajowych ta rużowoho warennia (2023),
- Dalni pokoji (2024).

### Tłumaczenia na język polski
- Warta w Grze, Poznań: Nyks 2025, ISBN 978-83-8203-349-6 (w przekładzie Joanny Radosz),
- Strażnik zagrożenia, Olsztyn: Stalker Books 2022, ISBN 978-83-67223-20-1 (w przekładzie Iwony Czapli),
- Skrzynka na guziki, napiwki i konfitury z róży, Nowa Fantastyka 505 (10/2024) (w przekładzie Pawła Laudańskiego),
- Odległe pokoje, Nowa Fantastyka 514 (07/2025) (w przekładzie Pawła Laudańskiego).